# آلگا-فولبه
آلگا-فولبه شهری در شهرستان بورزانگا در استان بام در بورکینافاسوی شمالی است و جمعیت آن ۲۳۷ نفر است.